# Berkenbrandvlerkvlinder
De Berkenbrandvlerkvlinder (Pheosia gnoma) is een vlinder uit de familie van de tandvlinders (Notodontidae), die verspreid over Eurazië voorkomt. Hij heeft een voorvleugellengte van 20 tot 26 mm. De vlinder overwintert als pop onder de grond.
De imago kan vrij gemakkelijk verward worden met de brandvlerkvlinder. Deze laatste is echter groter, en de witte wigvormige figuur aan de achterrand aan de binnenkant van de voorvleugel is bij de brandvlerkvlinder langer en smaller.

## Waardplanten
De waardplant van de berkenbrandvlerkvlinder is de berk.

## Voorkomen in Nederland en België
De brandvlerkvlinder is in Nederland en België een vrij gewone soort die verspreid over het hele gebied voorkomt. Hij vliegt van half april tot eind september.